# Ivnja
Ivnja è una cittadina della Russia europea sudoccidentale, situata nella oblast' di Belgorod; appartiene amministrativamente al rajon Ivnjanskij, del quale è il capoluogo.
Sorge nella parte nordoccidentale della oblast', 57 chilometri a nordovest del capoluogo regionale Belgorod.